# Роберто Колаутті
Роберто Даміан Колаутті (івр. רוברטו דמיאן קולאוטי; нар. 24 травня 1982) — колишній ізраїльський професійний футболіст італійського походження, який грав на позиції нападника. Він розпочав свою кар’єру в Аргентині в клубі «Бока Хуніорс», а в 2004 році приєднався до ізраїльського клубу «Маккабі Хайфа». Він став громадянином Ізраїлю в 2007 році, одружившись з ізраїльтянкою у 2005 році. Він був негайно відібраний до національної збірної Ізраїлю, де він зіграв 21 матч протягом чотирьох років, забивши шість голів.
З 2007 по 2010 рік Колаутті виступав за німецьку «Боруссію Менхенгладбах», а потім повернувся до Ізраїлю, а саме до «Маккабі» Тель-Авів. Він переїхав на Кіпр у 2013 році, щоб приєднатися до «Анортосіса» з Фамагусти; після одного сезону він приєднався до клубу АЕК Ларнака. Він залишив Ларнаку в 2015 році.

## Особисте життя
Колаутті народився в Кордові, Аргентина, в християнській родині італійського походження.
Він отримав ізраїльське громадянство в 2007 році, через два роки після одруження зі своєю ізраїльською дівчиною Альвіт Штраус (сестра ізраїльських воротарів Сагі Штрауса і Рама Штрауса) через їх шлюб. Сім'я має чотирьох дочок.

## Кар'єра

### Маккабі Хайфа
Колаутті приєднався до ізраїльської команди «Маккабі Хайфа» трансфером з «Бока Хуніорс» у 2004 році. У своєму першому сезоні з «Маккабі» він став найкращим бомбардиром ізраїльської прем’єр-ліги 2004–2005 років, забив 19 голів у 30 матчах у сезоні. У чемпіонаті Ізраїлю 2005–2006 років Колаутті був другим бомбардиром ліги з 13 голами в 28 матчах у успішному захисті титулу «Хайфи». Він також брав участь у їхній перемозі в Кубку Тото 2005–06. У чемпіонаті Ізраїлю 2006–2007 років Колаутті забив сім голів у 32 матчах, де «Хайфа» посіла чемпіонат на п’ятому місці. У першому раунді Кубка УЄФА 2006–2007 років Роберто Колаутті забив третій гол за «Маккабі Хайфа» проти «Літекса» Ловеч, принісши своїй команді перемогу із загальним рахунком 4:2. Тоді, на груповому етапі, Колаутті здобув перемогу над французьким «Осером» з рахунком 3:1 вдома, забивши третій гол «Маккабі» з Хайфи на 58-й хвилині, коли Колаутті обійшов воротаря «Осера» Фаб’єна Кула забив м’яч у ворота. Однак, мабуть, найважливішим голом Колаутті та «Маккабі» Хайфа був його зрівняльний гол у матчі проти «Ліворно» в Ліворно, Італія. У другому таймі, на початку компенсованого часу, на 93-й хвилині він забив навіс Густаво Бокколі ударом головою з близької відстані, щоб позбавити «Ліворно» перемоги, закінчивши матч з рахунком 1:1. Гол у матчі-відповіді 1/16 фіналу з московським ЦСКА на 14-й хвилині виявився переможним, а в першому матчі у російському Владикавказі «Маккабі» з Хайфи зіграв унічию 0–0. Гол Колаутті приніс «Маккабі» з Хайфи перемогу над ЦСКА, командою, яка лише два роки тому виграла Кубок УЄФА.
Колаутті провів 90 матчів чемпіонату за «Маккабі» Хайфа, забив 39 голів. Він виграв два чемпіонські титули з "зеленими" і був ключовою частиною їхньої успішної кампанії в Кубку УЄФА.

### Боруссія Менхенгладбах
Він приєднався до команди другого дивізіону Німеччини «Боруссії Менхенгладбах» 1 серпня 2007 року за плату, яка не розголошується, і більшу частину цього сезону мав справу з травмами. Проте йому вдалося забити 3 голи в 10 матчах. Менхенгладбах посів перше місце у 2 Бундеслізі та отримав підвищення до Бундесліги в сезоні 2008–09.
Другий сезон Колаутті на «Боруссія Парк» знову був перерваний через травми, і Колаутті зіграв лише 24 матчі Бундесліги з 34 можливих; з яких десять були у стартовиму складі. Він забив вирішальний гол за «Менхенгладбах» 10 травня 2009 року проти «Шальке» на 90-й хвилині, здобувши цінну перемогу з рахунком 1:0 у четвертому, останньому, матчі чемпіонату сезону. Це був єдиний гол ізраїльського форварда в сезоні; хоча він забив два голи у перемозі 8–1 над Фіхте Більфілдом у матчі кубку Німеччини. Цей гол зіграв важливу роль у забезпеченні «Боруссії» виживання в Бундеслізі, оскільки вона відійшла на одне очко від виходу в плей-офф за своє місце в лізі, і лише на два очки випередила «Карлсруе», який фінішував останнім.

### Маккабі Тель-Авів
29 березня 2010 року він підписав контракт з «Маккабі Тель-Авів» і повернувся до Ізраїлю в липні того ж року. 1 серпня 2010 року Колаутті забив свій перший гол у виграшному для «Маккабі» Кубку Тото проти «Маккабі» з Нетаньї. Його перший сезон у «жовтих» був важким, оскільки клуб показав погані результати, а сам Колаутті не міг забити. Він втратив своє місце в основі і залишився на заміні до кінця сезону. Зрештою, Колаутті зумів забити дев'ять голів у чемпіонаті за «Маккабі» та загалом 13 голів у 40 матчах за сезон.

### АЕК Ларнака
Колаутті приєднався до клубу «АЕК» Ларнака 28 червня 2014 року, підписавши однорічну угоду з можливістю продовження. Його дебют у лізі відбувся 24 серпня 2014 року в переможному матчі 5-2 проти клубу «Аполлон Лімасол», де він забив свої перші голи, а саме дубль.

## Міжнародна кар'єра
2 вересня 2006 року Колаутті дебютував у збірній Ізраїлю з футболу, отримавши дозвіл від ФІФА лише за два дні до матчу. У його дебюті Ізраїль переміг Естонію з рахунком 1:0 у Таллінні, Естонія. Колаутті забив єдиний гол у матчі на 9-й хвилині. Він забив дубль у матчі проти Хорватії та ще один гол у ворота Андорри, Македонії та ще один гол у ворота Естонії. Усі його голи були забиті в ізраїльській кваліфікації Євро-2008; у своїх перших семи матчах він забив шість міжнародних голів.
Колаутті отримав повне громадянство Ізраїлю разом із Тото Тамузом (родом з Нігерії), після того, як їхні відповідні заявки були схвалені міністром внутрішніх справ Роні Бар-Оном у 2007 році.

## Досягнення

### Клуб
Бока Хуніорс
- Прімера Дивізіон: 2003

Маккабі Хайфа
- Прем'єр-ліга Ізраїлю: 2004-2005, 2005-2006
- Кубок Тото: 2005-2006

Боруссія Менхенгладбах
- Друга Бундесліга: 2007-2008

Маккабі Тель-Авів
- Прем'єр-ліга Ізраїлю: 2012-2013

Індивідуальні
- Найкращий бомбардир Прем'єр-ліги Ізраїлю: 2004-2005